# 4 Heures de Portimão 2019
Navigation
Édition précédente Édition suivante
Les 4 Heures de Portimão 2019, disputées le 27 octobre 2019 sur l'Autódromo Internacional do Algarve sont la sixième et dernière manche de l'European Le Mans Series 2019.

## Engagés

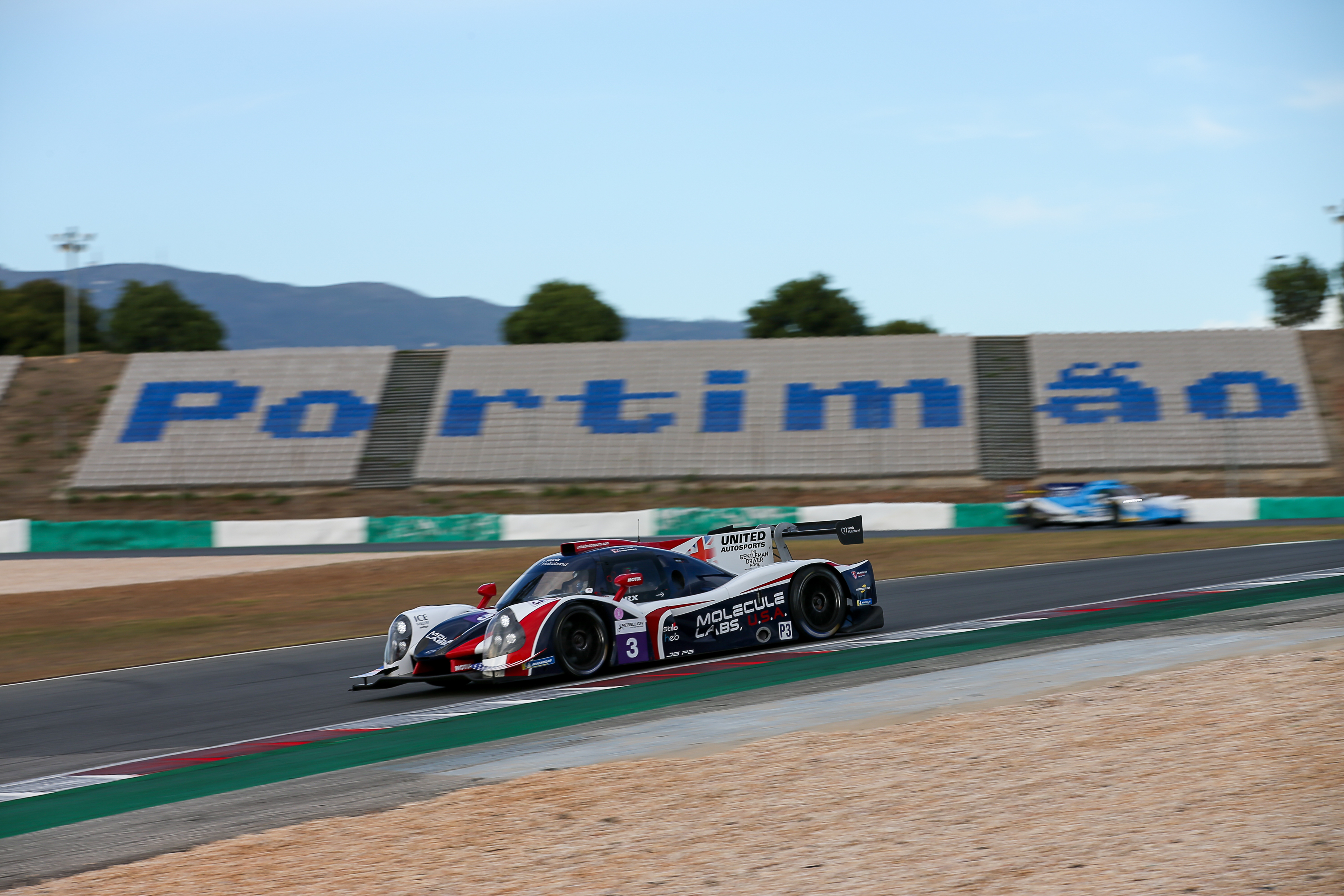
Ligier JS P3 de l'écurie United Autosports durant les 4 Heures de Portimão 2019.

La liste officielle des engagés était composée de 39 voitures, dont 18 en LMP2, 13 en LMP3 et 8 en LM GTE.
Dans la catégorie LMP2, la Dallara P217 n°45 de l'écurie Carlin est de retour après son accident aux 4 Heures de Silverstone
Dans la catégorie LMP3, la Ligier JS P3 n°5 de l'écurie 360 Racing à manqué à l’appel.
Dans la catégorie GTE, la Porsche 911 RSR n°80 de l'écurie Ebimotors a fait son retour après avoir manqué les deux dernières manches du championnat avec Fabio Babini, Marco Frezza et Gianluca Giraudi. La Porsche 911 RSR n°88 de l'écurie Proton Competition a également fait son retour après avoir manqué les 4 Heures de Spa avec Steffen Görig, Adrien De Leener  et Thomas Preining au volant.

## Qualifications
| Pos. | Classe | N° | Écurie                       | Pilote                | Temps          | Écart        |
| ---- | ------ | -- | ---------------------------- | --------------------- | -------------- | ------------ |
| 1    | LMP2   | 22 | United Autosports            | Filipe Albuquerque    | 1 min 31 s 244 | --           |
| 2    | LMP2   | 21 | DragonSpeed                  | Ben Hanley            | 1 min 31 s 312 | + 0 s 068    |
| 3    | LMP2   | 23 | Panis-Barthez Compétition    | Will Stevens          | 1 min 31 s 419 | + 0 s 175    |
| 4    | LMP2   | 32 | United Autosports            | Alex Brundle          | 1 min 31 s 848 | + 0 s 604    |
| 5    | LMP2   | 28 | IDEC Sport Racing            | Paul-Loup Chatin      | 1 min 32 s 067 | + 0 s 823    |
| 6    | LMP2   | 37 | Cool Racing                  | Nicolas Lapierre      | 1 min 32 s 208 | + 0 s 964    |
| 7    | LMP2   | 30 | Duqueine Engineering         | Nicolas Jamin         | 1 min 32 s 354 | + 1 s 110    |
| 8    | LMP2   | 26 | G-Drive Racing               | Jean-Éric Vergne      | 1 min 32 s 505 | + 1 s 261    |
| 9    | LMP2   | 45 | Carlin                       | Harry Tincknell       | 1 min 32 s 673 | + 1 s 429    |
| 10   | LMP2   | 25 | Algarve Pro Racing           | Olivier Pla           | 1 min 32 s 806 | + 1 s 562    |
| 11   | LMP2   | 39 | Graff Racing                 | Alexandre Cougnaud    | 1 min 32 s 912 | + 1 s 668    |
| 12   | LMP2   | 35 | BHK Motorsport               | Sergio Campana        | 1 min 33 s 073 | + 1 s 829    |
| 13   | LMP2   | 20 | High Class Racing            | Anders Fjordbach      | 1 min 33 s 572 | + 2 s 328    |
| 14   | LMP2   | 43 | RLR Msport                   | John Farano           | 1 min 35 s 586 | + 4 s 342    |
| 15   | LMP2   | 27 | IDEC Sport Racing            | William Cavailhes     | 1 min 35 s 778 | + 4 s 534    |
| 16   | LMP3   | 19 | M.Racing                     | Lucas Légeret         | 1 min 39 s 179 | + 7 s 935    |
| 17   | LMP3   | 9  | Realteam Racing              | David Droux           | 1 min 39 s 460 | + 8 s 216    |
| 18   | LMP3   | 17 | Ultimate                     | Matthieu Lahaye       | 1 min 39 s 496 | + 8 s 252    |
| 19   | LMP3   | 11 | EuroInternational            | Mikkel Jensen         | 1 min 39 s 614 | + 8 s 370    |
| 20   | LMP3   | 7  | Nielsen Racing               | Colin Noble           | 1 min 39 s 955 | + 8 s 711    |
| 21   | LMP3   | 6  | 360 Racing                   | Ross Kaiser           | 1 min 40 s 013 | + 8 s 769    |
| 22   | LMP3   | 3  | United Autosports            | Christian England     | 1 min 40 s 142 | + 8 s 898    |
| 23   | LMP3   | 10 | Oregon Team                  | Damiano Fioravanti    | 1 min 40 s 291 | + 9 s 047    |
| 24   | LMP3   | 13 | Inter Europol Competition    | Nigel Moore           | 1 min 40 s 310 | + 9 s 066    |
| 25   | LMP3   | 2  | United Autosports            | Garett Grist          | 1 min 40 s 513 | + 9 s 269    |
| 26   | LMP3   | 15 | RLR Msport                   | Christian Olsen       | 1 min 40 s 620 | + 9 s 376    |
| 27   | LMGTE  | 77 | Dempsey - Proton Competition | Matteo Cairoli        | 1 min 41 s 121 | + 9 s 877    |
| 28   | LMGTE  | 88 | Proton Competition           | Thomas Preining       | 1 min 41 s 241 | + 9 s 997    |
| 29   | LMGTE  | 60 | Kessel Racing                | Giacomo Piccini       | 1 min 41 s 253 | + 10 s 009   |
| 30   | LMGTE  | 51 | Luzich Racing                | Alessandro Pier Guidi | 1 min 41 s 392 | + 10 s 148   |
| 31   | LMGTE  | 66 | JMW Motorsport               | Jeff Segal            | 1 min 41 s 594 | + 10 s 350   |
| 32   | LMP3   | 8  | Nielsen Racing               | James Littlejohn      | 1 min 41 s 658 | + 10 s 414   |
| 33   | LMP3   | 14 | Inter Europol Competition    | Constantin Schöll     | 1 min 41 s 727 | + 10 s 483   |
| 34   | LMGTE  | 83 | Kessel Racing                | Michelle Gatting      | 1 min 41 s 825 | + 10 s 581   |
| 35   | LMGTE  | 55 | Spirit of Race               | Matt Griffin          | 1 min 41 s 922 | + 10 s 678   |
| 36   | LMGTE  | 80 | Ebimotors                    | Marco Frezza          | 1 min 43 s 228 | + 11 s 984   |
| 37   | LMP2   | 24 | Panis-Barthez Compétition    | Pas de temps          | Pas de temps   | Pas de temps |
| 38   | LMP2   | 31 | Algarve Pro Racing           | Pas de temps          | Pas de temps   | Pas de temps |
| 39   | LMP2   | 34 | Inter Europol Competition    | Pas de temps          | Pas de temps   | Pas de temps |

## Course

### Classement de la course
Voici le classement provisoire au terme de la course.
- Les vainqueurs de chaque catégorie sont signalés par un fond jauni.
- Pour la colonne Pneus, il faut passer le curseur au-dessus du modèle pour connaître le manufacturier de pneumatiques.

| Pos  | Classe | no | Écurie                       | Pilotes                                                  | Châssis                       | Pneus | Tours | Temps               |
| Pos  | Classe | no | Écurie                       | Pilotes                                                  | Moteur                        | Pneus | Tours | Temps               |
| ---- | ------ | -- | ---------------------------- | -------------------------------------------------------- | ----------------------------- | ----- | ----- | ------------------- |
| 1    | LMP2   | 28 | IDEC Sport Racing            | Paul Lafargue Paul-Loup Chatin Memo Rojas                | Oreca 07                      | M     | 106   | 4 h 00 min 33 s 138 |
| 1    | LMP2   | 28 | IDEC Sport Racing            | Paul Lafargue Paul-Loup Chatin Memo Rojas                | Gibson GK428 4,2 l V8 Atmo    | M     | 106   | 4 h 00 min 33 s 138 |
| 2    | LMP2   | 22 | United Autosports            | Phil Hanson Filipe Albuquerque                           | Oreca 07                      | M     | 106   | + 0 s 496           |
| 2    | LMP2   | 22 | United Autosports            | Phil Hanson Filipe Albuquerque                           | Gibson GK428 4,2 l V8 Atmo    | M     | 106   | + 0 s 496           |
| 3    | LMP2   | 39 | Graff Racing                 | Tristan Gommendy Alexandre Cougnaud Jonathan Hirschi     | Oreca 07                      | M     | 106   | + 7 s 986           |
| 3    | LMP2   | 39 | Graff Racing                 | Tristan Gommendy Alexandre Cougnaud Jonathan Hirschi     | Gibson GK428 4,2 l V8 Atmo    | M     | 106   | + 7 s 986           |
| 4    | LMP2   | 32 | United Autosports            | Ryan Cullen Alex Brundle William Owen                    | Oreca 07                      | M     | 106   | + 8 s 620           |
| 4    | LMP2   | 32 | United Autosports            | Ryan Cullen Alex Brundle William Owen                    | Gibson GK428 4,2 l V8 Atmo    | M     | 106   | + 8 s 620           |
| 5    | LMP2   | 25 | Algarve Pro Racing           | Olivier Pla John Falb Andrea Pizzitola                   | Oreca 07                      | D     | 106   | + 41 s 576          |
| 5    | LMP2   | 25 | Algarve Pro Racing           | Olivier Pla John Falb Andrea Pizzitola                   | Gibson GK428 4,2 l V8 Atmo    | D     | 106   | + 41 s 576          |
| 6    | LMP2   | 26 | G-Drive Racing               | Roman Rusinov Jean-Éric Vergne Job van Uitert            | Aurus 01                      | D     | 106   | + 45 s 123          |
| 6    | LMP2   | 26 | G-Drive Racing               | Roman Rusinov Jean-Éric Vergne Job van Uitert            | Gibson GK428 4,2 l V8 Atmo    | D     | 106   | + 45 s 123          |
| 7    | LMP2   | 23 | Panis-Barthez Compétition    | René Binder Will Stevens Julien Canal                    | Oreca 07                      | D     | 106   | + 45 s 433          |
| 7    | LMP2   | 23 | Panis-Barthez Compétition    | René Binder Will Stevens Julien Canal                    | Gibson GK428 4,2 l V8 Atmo    | D     | 106   | + 45 s 433          |
| 8    | LMP2   | 24 | Panis-Barthez Compétition    | Timothé Buret Konstantin Tereshchenko                    | Ligier JS P217                | D     | 106   | + 55 s 649          |
| 8    | LMP2   | 24 | Panis-Barthez Compétition    | Timothé Buret Konstantin Tereshchenko                    | Gibson GK428 4,2 l V8 Atmo    | D     | 106   | + 55 s 649          |
| 9    | LMP2   | 21 | DragonSpeed                  | Henrik Hedman Ben Hanley James Allen                     | Oreca 07                      | M     | 105   | + 1 tour            |
| 9    | LMP2   | 21 | DragonSpeed                  | Henrik Hedman Ben Hanley James Allen                     | Gibson GK428 4,2 l V8 Atmo    | M     | 105   | + 1 tour            |
| 10   | LMP2   | 35 | BHK Motorsport               | Francesco Dracone Sergio Campana                         | Oreca 07                      | D     | 105   | + 1 tour            |
| 10   | LMP2   | 35 | BHK Motorsport               | Francesco Dracone Sergio Campana                         | Gibson GK428 4,2 l V8 Atmo    | D     | 105   | + 1 tour            |
| 11   | LMP2   | 31 | Algarve Pro Racing           | Tacksung Kim Henning Enqvist James French                | Oreca 07                      | D     | 104   | + 2 tours           |
| 11   | LMP2   | 31 | Algarve Pro Racing           | Tacksung Kim Henning Enqvist James French                | Gibson GK428 4,2 l V8 Atmo    | D     | 104   | + 2 tours           |
| 12   | LMP2   | 20 | High Class Racing            | Anders Fjordbach Dennis Andersen                         | Oreca 07                      | D     | 104   | + 2 tours           |
| 12   | LMP2   | 20 | High Class Racing            | Anders Fjordbach Dennis Andersen                         | Gibson GK428 4,2 l V8 Atmo    | D     | 104   | + 2 tours           |
| 13   | LMP2   | 27 | IDEC Sport Racing            | Patrice Lafargue William Cavailhes Stéphane Adler        | Ligier JS P217                | M     | 102   | + 4 tours           |
| 13   | LMP2   | 27 | IDEC Sport Racing            | Patrice Lafargue William Cavailhes Stéphane Adler        | Gibson GK428 4,2 l V8 Atmo    | M     | 102   | + 4 tours           |
| 14   | LMP2   | 37 | Cool Racing                  | Nicolas Lapierre Antonin Borga Alexandre Coigny          | Oreca 07                      | M     | 101   | + 5 tours           |
| 14   | LMP2   | 37 | Cool Racing                  | Nicolas Lapierre Antonin Borga Alexandre Coigny          | Gibson GK428 4,2 l V8 Atmo    | M     | 101   | + 5 tours           |
| 15   | LMP3   | 6  | 360 Racing                   | Terrence Woodward James Dayson Ross Kaiser               | Ligier JS P3                  | M     | 101   | + 5 tours           |
| 15   | LMP3   | 6  | 360 Racing                   | Terrence Woodward James Dayson Ross Kaiser               | Nissan VK50VE 5.0 L V8 Atmo   | M     | 101   | + 5 tours           |
| 16   | LMP3   | 2  | United Autosports            | Wayne Boyd Garett Grist Thomas Erdos                     | Ligier JS P3                  | M     | 101   | + 5 tours           |
| 16   | LMP3   | 2  | United Autosports            | Wayne Boyd Garett Grist Thomas Erdos                     | Nissan VK50VE 5.0 L V8 Atmo   | M     | 101   | + 5 tours           |
| 17   | LMGTE  | 51 | Luzich Racing                | Alessandro Pier Guidi Nicklas Nielsen Fabien Lavergne    | Ferrari 488 GTE Evo           | D     | 100   | + 6 tours           |
| 17   | LMGTE  | 51 | Luzich Racing                | Alessandro Pier Guidi Nicklas Nielsen Fabien Lavergne    | Ferrari F154CB 3.9 L V8 Turbo | D     | 100   | + 6 tours           |
| 18   | LMP3   | 17 | Ultimate                     | Jean-Baptiste Lahaye Matthieu Lahaye François Hériau     | Norma M30                     | M     | 100   | + 6 tours           |
| 18   | LMP3   | 17 | Ultimate                     | Jean-Baptiste Lahaye Matthieu Lahaye François Hériau     | Nissan VK50VE 5.0 L V8 Atmo   | M     | 100   | + 6 tours           |
| 19   | LMP3   | 8  | Nielsen Racing               | James Littlejohn Nick Adcock                             | Ligier JS P3                  | M     | 100   | + 6 tours           |
| 19   | LMP3   | 8  | Nielsen Racing               | James Littlejohn Nick Adcock                             | Nissan VK50VE 5.0 L V8 Atmo   | M     | 100   | + 6 tours           |
| 20   | LMP3   | 7  | Nielsen Racing               | Tony Wells Colin Noble                                   | Norma M30                     | M     | 100   | + 6 tours           |
| 20   | LMP3   | 7  | Nielsen Racing               | Tony Wells Colin Noble                                   | Nissan VK50VE 5.0 L V8 Atmo   | M     | 100   | + 6 tours           |
| 21   | LMP3   | 11 | EuroInternational            | Mikkel Jensen Jens Petersen                              | Ligier JS P3                  | M     | 100   | + 6 tours           |
| 21   | LMP3   | 11 | EuroInternational            | Mikkel Jensen Jens Petersen                              | Nissan VK50VE 5.0 L V8 Atmo   | M     | 100   | + 6 tours           |
| 22   | LMP3   | 14 | Inter Europol Competition    | Paul Scheuschner Constantin Schöll                       | Ligier JS P3                  | M     | 100   | + 6 tours           |
| 22   | LMP3   | 14 | Inter Europol Competition    | Paul Scheuschner Constantin Schöll                       | Nissan VK50VE 5.0 L V8 Atmo   | M     | 100   | + 6 tours           |
| 23   | LMGTE  | 60 | Kessel Racing                | Sergio Pianezzola David Perel Andrea Piccini             | Ferrari 488 GTE Evo           | D     | 100   | + 6 tours           |
| 23   | LMGTE  | 60 | Kessel Racing                | Sergio Pianezzola David Perel Andrea Piccini             | Ferrari F154CB 3.9 L V8 Turbo | D     | 100   | + 6 tours           |
| 24   | LMGTE  | 80 | Ebimotors                    | Fabio Babini Marco Frezza Gianluca Giraud                | Porsche 911 RSR               | D     | 100   | + 6 tours           |
| 24   | LMGTE  | 80 | Ebimotors                    | Fabio Babini Marco Frezza Gianluca Giraud                | Porsche 4.0 L Flat-6 Atmo     | D     | 100   | + 6 tours           |
| 25   | LMGTE  | 55 | Spirit of Race               | Duncan Cameron Matt Griffin Aaron Scott                  | Ferrari 488 GTE Evo           | D     | 100   | + 6 tours           |
| 25   | LMGTE  | 55 | Spirit of Race               | Duncan Cameron Matt Griffin Aaron Scott                  | Ferrari F154CB 3.9 L V8 Turbo | D     | 100   | + 6 tours           |
| 26   | LMP3   | 9  | Realteam Racing              | Esteban Garcia David Droux                               | Norma M30                     | M     | 99    | + 7 tours           |
| 26   | LMP3   | 9  | Realteam Racing              | Esteban Garcia David Droux                               | Nissan VK50VE 5.0 L V8 Atmo   | M     | 99    | + 7 tours           |
| 27   | LMP3   | 19 | M.Racing                     | Laurent Millara Lucas Légeret                            | Norma M30                     | M     | 98    | + 8 tours           |
| 27   | LMP3   | 19 | M.Racing                     | Laurent Millara Lucas Légeret                            | Nissan VK50VE 5.0 L V8 Atmo   | M     | 98    | + 8 tours           |
| 28   | LMP3   | 15 | RLR Msport                   | Martin Vedel Mortensen Christian Olsen Martin Rich       | Ligier JS P3                  | M     | 95    | + 11 tours          |
| 28   | LMP3   | 15 | RLR Msport                   | Martin Vedel Mortensen Christian Olsen Martin Rich       | Nissan VK50VE 5.0 L V8 Atmo   | M     | 95    | + 11 tours          |
| 29   | LMP2   | 43 | RLR Msport                   | John Farano Arjun Maini Bruno Senna                      | Oreca 07                      | D     | 94    | + 12 tours          |
| 29   | LMP2   | 43 | RLR Msport                   | John Farano Arjun Maini Bruno Senna                      | Gibson GK428 4,2 l V8 Atmo    | D     | 94    | + 12 tours          |
| 30   | LMP3   | 13 | Inter Europol Competition    | Martin Hippe Nigel Moore                                 | Ligier JS P3                  | M     | 92    | + 14 tours          |
| 30   | LMP3   | 13 | Inter Europol Competition    | Martin Hippe Nigel Moore                                 | Nissan VK50VE 5.0 L V8 Atmo   | M     | 92    | + 14 tours          |
| 31   | LMGTE  | 66 | JMW Motorsport               | Jeff Segal Matteo Cressoni Wei Lu                        | Ferrari 488 GTE Evo           | D     | 92    | + 14 tours          |
| 31   | LMGTE  | 66 | JMW Motorsport               | Jeff Segal Matteo Cressoni Wei Lu                        | Ferrari F154CB 3.9 L V8 Turbo | D     | 92    | + 14 tours          |
| Abd. | LMP2   | 30 | Duqueine Engineering         | Nicolas Jamin Pierre Ragues Richard Bradley              | Oreca 07                      | M     | 66    | Sortie de piste     |
| Abd. | LMP2   | 30 | Duqueine Engineering         | Nicolas Jamin Pierre Ragues Richard Bradley              | Gibson GK428 4,2 l V8 Atmo    | M     | 66    | Sortie de piste     |
| Abd. | LMP2   | 34 | Inter Europol Competition    | Jakub Śmiechowski Sam Dejonghe Mathias Beche             | Ligier JS P217                | M     | 29    | Sortie de piste     |
| Abd. | LMP2   | 34 | Inter Europol Competition    | Jakub Śmiechowski Sam Dejonghe Mathias Beche             | Gibson GK428 4,2 l V8 Atmo    | M     | 29    | Sortie de piste     |
| Abd. | LMGTE  | 83 | Kessel Racing                | Manuela Gostner Rahel Frey Michelle Gatting              | Ferrari 488 GTE Evo           | D     | 1     | Accident            |
| Abd. | LMGTE  | 83 | Kessel Racing                | Manuela Gostner Rahel Frey Michelle Gatting              | Ferrari F154CB 3.9 L V8 Turbo | D     | 1     | Accident            |
| Abd. | LMP2   | 45 | Carlin                       | Jack Manchester Harry Tincknell Ben Barnicoat            | Dallara P217                  | D     | 0     | Accident            |
| Abd. | LMP2   | 45 | Carlin                       | Jack Manchester Harry Tincknell Ben Barnicoat            | Gibson GK428 4,2 l V8 Atmo    | D     | 0     | Accident            |
| Abd. | LMP3   | 10 | Oregon Team                  | Damiano Fioravanti Gustas Grinbergas Lorenzo Bontempelli | Norma M30                     | M     | 0     | Accident            |
| Abd. | LMP3   | 10 | Oregon Team                  | Damiano Fioravanti Gustas Grinbergas Lorenzo Bontempelli | Nissan VK50VE 5.0 L V8 Atmo   | M     | 0     | Accident            |
| Abd. | LMGTE  | 77 | Dempsey - Proton Competition | Christian Ried Riccardo Pera Matteo Cairoli              | Porsche 911 RSR               | D     | 0     | Accident            |
| Abd. | LMGTE  | 77 | Dempsey - Proton Competition | Christian Ried Riccardo Pera Matteo Cairoli              | Porsche 4.0 L Flat-6 Atmo     | D     | 0     | Accident            |
| Abd. | LMP3   | 3  | United Autosports            | Andrew Bentley Christian England                         | Ligier JS P3                  | M     | 0     | Accident            |
| Abd. | LMP3   | 3  | United Autosports            | Andrew Bentley Christian England                         | Nissan VK50VE 5.0 L V8 Atmo   | M     | 0     | Accident            |
| Abd. | LMGTE  | 88 | Proton Competition           | Steffen Görig Adrien De Leener Thomas Preining           | Porsche 911 RSR               | D     | 0     | Accident            |
| Abd. | LMGTE  | 88 | Proton Competition           | Steffen Görig Adrien De Leener Thomas Preining           | Porsche 4.0 L Flat-6 Atmo     | D     | 0     | Accident            |

## Pole position et record du tour
- Pole position :  Filipe Albuquerque (#22 United Autosports) en 1 min 31 s 244
- Meilleur tour en course :  Phil Hanson (#22 United Autosports) en 1 min 33 s 2220

## Tours en tête
- no 22 Oreca 07 - United Autosports : 76 tours (1-27 / 38-84 / 95-96)[3]
- no 37 Oreca 07 - Cool Racing : 4 tours (28-31)
- no 24 Ligier JS P217 - Panis-Barthez Compétition : 6 tours (32-37)
- no 28 Oreca 07 - IDEC Sport Racing : 18 tours (85-94 / 99-106)
- no 25 Oreca 07 - Algarve Pro Racing : 2 tours (97-98)

## À noter
- Longueur du circuit : 4,653 km
- Distance parcourue par les vainqueurs : 493,218 km